# The Divide (Pass)
The Divide ist ein niedriger Pass im Süden der Neuseeländischen Alpen auf der Südinsel Neuseelands.

## Geographie
Der Pass liegt zwischen den Earl Mountains im Westen und den Livingstone Mountains im Osten. Er verbindet das Eglinton Valley im Süden mit dem Tal des Hollyford River/Whakatipu Kā Tuka im Norden. Über den Pass führt der Te Anau Milford Highway, Teil des SH 94, der Gore mit dem Milford Sound verbindet.

## Tourismus
Durch die Lage am SH94 überqueren jährlich bis zu 700.000 Menschen den Pass, um zum Milford Sound zu gelangen. Zudem ist der Pass zusammen mit dem The Divide Shelter Ausgangspunkt für verschiedene Wanderungen, wie den Routeburn Track.